# Rue de la Paix (Calais)
Pour les articles homonymes, voir Rue de la Paix.
La rue de la Paix est une voie publique la commune française de Calais.

## Situation et accès
La rue de la Paix est située à Calais.

## Origine du nom
Elle rappelle l’armistice du 11 novembre 1918,.

## Historique
Son existence est avérée à la fin du XVIe siècle.

Autrefois appelée « rue Cardinale » puis « rue des Boucheries », la voie est renommée « rue de la Paix » le 10 février 1919, par décision du conseil municipal de Calais,.